# بيتر ماي
بيتر ماي (31 ديسمبر 1929 بريدنغ في المملكة المتحدة - 27 ديسمبر 1994 في المملكة المتحدة) (بالإنجليزية: Peter May) هو لاعب كريكت بريطاني. شارك مع منتخب إنجلترا للكريكت. أما مع النوادي، فقد لعب مع نادي مقاطعة سري للكريكت ‏ ونادي جامعة كامبريدج للكريكيت ‏.

## وصلات خارجية
- بيتر ماي على موقع إي آس بي آن كريك إنفو (الإنجليزية)